# Châteaulin
Châteaulin (bret. Kastellin) to miejscowość i gmina we Francji, w regionie Bretania, w departamencie Finistère.

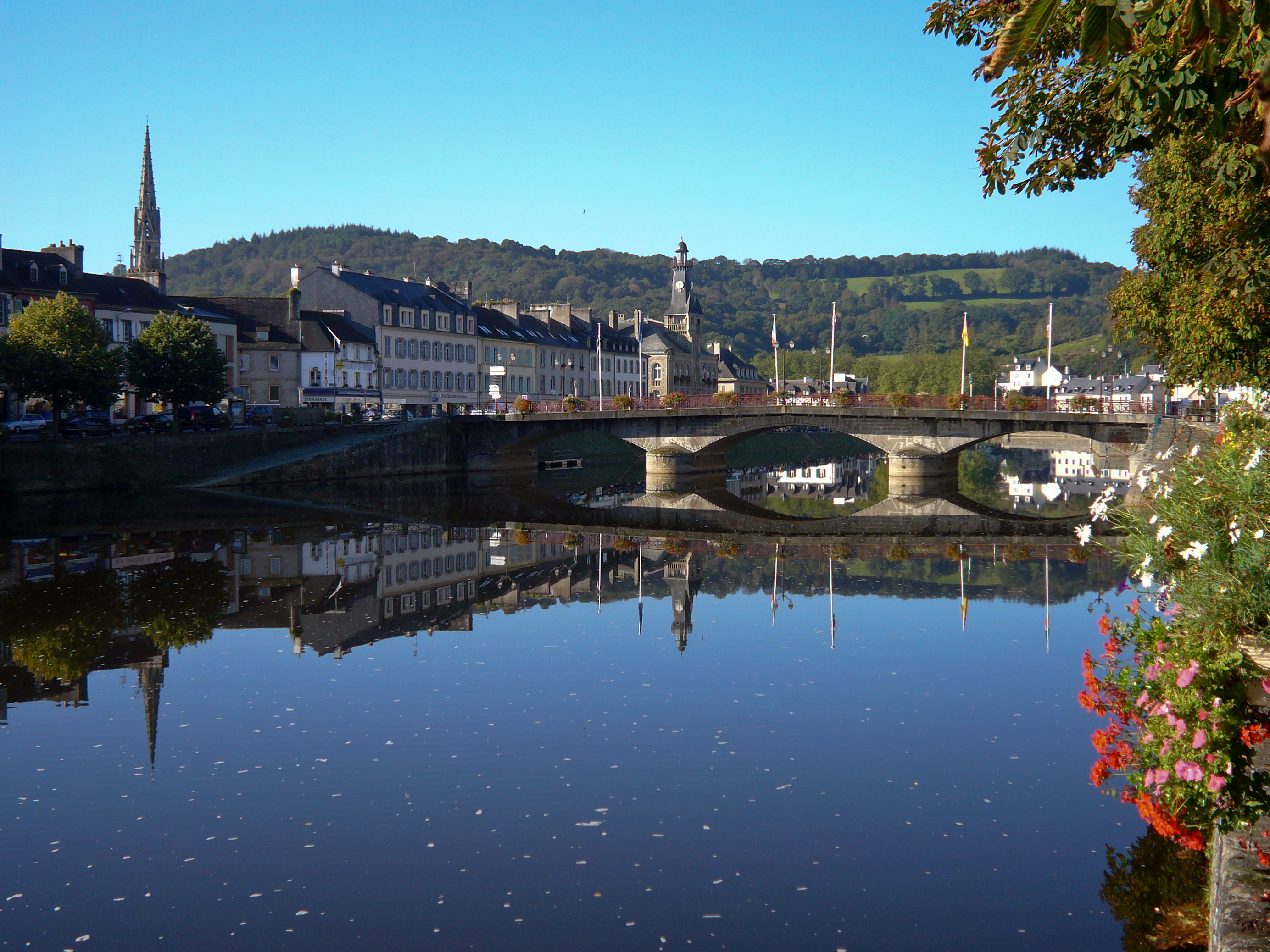
Châteaulin nad rzeką Aulne

Według danych na rok 1990 gminę zamieszkiwało 4965 osób, a gęstość zaludnienia wynosiła 239 osób/km² (wśród 1269 gmin Bretanii Châteaulin plasuje się na 82. miejscu pod względem liczby ludności, natomiast pod względem powierzchni na miejscu 477.).
Urodził tu się wikariusz apostolski Gujany Francuskiej–Kajenny Pierre-Marie Gourtay CSSp.